# Monte Costa Calda
Il monte Costa calda è un rilievo montuoso situato fra i  comuni di Campagna e Acerno nel parco regionale Monti Picentini fa parte dei monti Picentini.

## Descrizione
Rilievo calcareo-dolomitico, insieme ai monte Ripalta, monte Raione e monte Molaro costituisce lo spartiacque tra i bacini idrogeografici del fiume Tusciano a nord, nord-ovest e del fiume Tenza a sud, sud-est. 
Il monte, si presenta coperto da boschi di querce, castagni, cerri e tassi mentre la sommità è caratterizzata da un filare di grandi querce e da un muro a secco che la percorre in tutta la sua lunghezza che segna il confine fra i territori di Campagna da quello di Acerno. 

## Sentieri
- Dalla loc.  San Donato di Eboli, attraverso una strada vicinale, è possibile raggiungere l'altopiano sovrastante il monte Ripalta e superato il varco di monte Molaro, si raggiunge la cima.
- Da Campagna, attraverso il sentiero partente dal quartiere  Zappino, raggiunta la vetta del monte Ripalta, si può continuare fino a raggiungere la vetta del Raione, del Molaro e del Costa Calda.
- Altri sentieri partono dall'oasi naturale del Monte Polveracchio, da Acerno e da Salitto.